# Robert Carmine
Pour les articles homonymes, voir Carmine et Schwartzman.
Robert Coppola Schwartzman, dit Robert Carmine, né le 24 décembre 1982 à Los Angeles, est un musicien, chanteur et acteur américain, leader du groupe Rooney. Son nom de scène est emprunté au prénom de son grand-père, Carmine Coppola. Il est donc le fils de Talia Shire, le frère de Jason Schwartzman. le neveu de Francis Ford Coppola et le cousin de Sofia Coppola et Nicolas Cage. Schwartzman est connu en tant que réalisateur des films Dreamland, La Licorne (en)[Lequel ?], et The Argument, comme acteur sur les projets de sa cousine Sofia Coppola Like The Star et The Virgin Suicides, ainsi qu’un rôle dans Princesse malgré elle et comme le chanteur principal du groupe de rock Rooney. Il est le cofondateur de la société de production et de distribution de film américaine Utopia Distribution.

## Vie privée

### Famille
Schwartzman est né à Los Angeles de Talia Shire (née Coppola) et de feu le producteur Jack Schwartzman. Schwartzman est issu d'une famille de cinéastes qui comprend son oncle Francis Ford Coppola, ses cousins Nicolas Cage, Sofia Coppola, Roman Coppola et Christopher Coppola , ses grands-parents Italia Coppola (née Pennino) et Carmine Coppola et sa petite-cousine, Gia Coppola . Son frère est Jason Schwartzman , acteur et chanteur principal du groupe Coconut Records et l'ancien batteur du groupe Phantom Planet et ses demi-frères et sœurs sont Matthew Shire, [2], Stephanie Schwartzman et le directeur de la photographie John Schwartzman (en). Schwartzman est d' origine juive du côté de son père et d'origine catholique italienne du côté de sa mère.

### Amour
Avant de sortir avec Zoey Grossman, Robert Schwartzman a eu plusieurs brèves relations amoureuses. Robert est sorti avec trois belles femmes dans le passé avant de trouver son véritable amour. En 2000, Robert sortait avec l'actrice américaine Chelse Swain mais la relation ne dura pas plus d'un an. Le couple s'est séparé en 2001. Puis en 2005, Robert a rencontré Kelly McKee qui est mannequin. Schwartzman a fréquenté le modèle jusqu'en 200. Peu de temps après avoir rompu avec Kelly, Robert a débuté une relation avec Rachel Crane. Cette relation a duré deux ans avant de se terminer en 2008.
Zoey Grossman et Robert ont commencé à se fréquenter en 2012 après s'être rencontrés pour la première fois. Tous deux ont une carrière artistique, ce qui permet de deviner assez facilement comment ils sont rencontrés. Le couple est sorti pendant 5 ans avant que le réalisateur épouse sa petite amie de longue date le 9 septembre 2017 devant la famille et des amis proches.

## Carrière
Schwartzman a fréquenté la Windward School à Los Angeles, Californie et a formé son groupe Rooney dans sa première année d'école en 1999. Il a quitté le groupe temporairement lorsqu'il a fréquenté le Eugene Lang College de New York en 2001. Schwartzman a écrit des chansons dans son dortoir et a volé à la maison chaque mois pour jouer du nouveau matériel pour Rooney au cours de son premier semestre à l'université. La plupart des chansons du premier album de Rooney ont été écrites à l'université. C'est à cette époque qu'il s'est rendu compte qu'il voulait retourner à Los Angeles et poursuivre une carrière professionnelle dans la musique avec Rooney.
Peu de temps après avoir quitté l'école, il a été signé chez Geffen / Interscope records au début de 2002.Rooney a enregistré son premier album éponyme en juin 2002. Ils ont également été sélectionnés par l'ami de Schwartzman, Johnny Ramone , pour l' album hommage aux Ramones intitulé Nous A Happy Family , sorti début 2003. Rooney a  va ouvert pour Weezer lors de leur tournée en tête d'affiche à l'été 2002, c'était leur premier créneau de soutien national. La prochaine tournée que le groupe a atterri était avec le groupe The Strokes L'album de Rooney est finalement sorti en mai 2003 et s'est depuis vendu à environ 500 000 exemplaires. Le groupe a fait une apparition dans un épisode de The OC, The Third Wheel. Leur chanson Blueside a été présentée sur la bande originale du Tiger Woods PGA Tour 2004, et leur chanson I'm Shakin  a été présentée dans un épisode du feuilleton de jour All My Children.
Le 16 novembre 2004, le groupe sort son premier DVD, Spit & Sweat . Le documentaire d'une heure présente des interviews avec le groupe et des performances live de Los Angeles. Le DVD comprend également les vidéos de « Blueside », « I'm Shakin » et « If It Were Up to Me ». À la suite de leur tournée d'été 2006, le groupe a commencé les sessions d'enregistrement pour leur deuxième album. Trois chansons des sessions précédentes (« Don't Come Around Again », « Paralyzed » et « Tell Me Soon ») ont été conservées pour leur nouvel album, Calling the World . Le 6 mars 2007, le single « When Did Your Heart Go Missing? » est sorti sur leur compte MySpace. Le single a également été utilisé dans des publicités pour l'émission de télévision Beauty and the Geek. L'album est sorti dans les magasins le 17 juillet 2007 et a fait ses débuts à la 42e place du classement Billboard Top 100 Albums.
Robert Schwartzman a sorti son premier album solo, Double Capricorn , le 25 octobre 2011. Tous les bénéfices de la vente de l'album seront reversés au Tibetan Healing Fund, pour aider à construire un nouveau centre de naissance. Il a marqué le film 2013 Palo Alto avec Dev Hynes de Blood Orange.
En 2016, Schwarzmann a écrit et réalisé Dreamland, avec Johnny Simmons et Amy Landecker. Il a eu sa première mondiale au Festival du film de Tribeca le 14 avril 2016. Il a été publié dans une version limitée et par vidéo à la demande le 11 novembre 2016. En 2018, Schwartzman a réalisé La Licorne[Lequel ?] avec Lauren Lapkus et Nick Rutherford . Il a eu sa première mondiale à South by Southwest le 10 mars 2018.
En 2018, Robert a co-fondé Utopia Media, une société qui prend en charge le processus de production et de distribution de films, de la production et des acquisitions au marketing et aux ventes.
En mai 2019, il a été annoncé que Dan Fogler, Emma Bell , Danny Pudi , Cleopatra Coleman , Tyler James Williams , Maggie Q , Mark Ryder , Karan Brar , Marielle Scott , Charlotte McKinney et Nathan Stewart-Jarrett avaient rejoint le casting du film The Argument , avec Robert Schwartzman réalisant à partir d'un scénario de Zac Stanford. La production s'est terminée le même mois.
En août 2020, Gravitas Ventures a acquis les droits de distribution du film et l'a fixé au 4 septembre 2020.

## Filmographie

### Acteur
- Princesse malgré elle : Michael Moscovitz
- Virgin Suicides : Paul Baldino
- Lick the Star : Greg
- Newport Beach (The O.C.)[1]

2007 Look: Gas Station Kid #1	
2010	 Somewhere : Uncredited
2011	New Romance : Robert Schwartzman
2012	Casino Moon : Seymour
2012	Modern/Love :	Oscar	
2017	It Happened in LA : Ben	
2019 Lost Transmissions :	Darron

### Réalisateur
- Dreamland (2016)
- The Unicorn (2018)
- The Argument (2020)

### Compositeur
- Princesse malgré elle : Chanson Blueside

- Rooney (released May 20, 2003)

- Rooney - Calling the World (released July 17, 2007)

- Ben Lee - Ripe co-auteur (chanson Sex Without Love, 2007)

- Demi Lovato - Don't Forget co-auteur (chanson Party, 2008)

- Rooney - Iron Man: Armored Adventures Theme Song (released March 29, 2009)

- Rooney  - Wild One EP (released November 27, 2009 only through private band distribution but later released on Amazon.com February 3, 2010 and was soon available at other online-only media outlets; iTunes, Zune)

- Rooney - Eureka, excluding track 4 (released June 8, 2010)

- SoloBob - Fantastic 15 (released via Amazon.com July 27, 2010)

- Robert Schwartzman - Double Capricorn (released October 25, 2011)

- We the Kings - Sunshine State of Mind co-auteur (song "Friday is Forever", 2011)

- StarSystem - Pleasure District EP (released October 8, 2013)

- Rooney - Washed Away (released May 6, 2016)

### Assistant de production
- One Night Stand

### Producteur
- 2024 : The Last Showgirl de Gia Coppola